# Dingle (Iloilo)
Dingle (Bayan ng Dingle) är en kommun i Filippinerna. Kommunen ligger på ön Panay, och tillhör provinsen Iloilo. Folkmängden uppgår till 38 311 invånare.

## Barangayer
Dingle är indelat i 33 barangayer.
| - Abangay - Agsalanan - Agtatacay - Alegria - Bongloy - Buenavista - Caguyuman - Calicuang - Camambugan - Dawis - Ginalinan Nuevo | - Ginalinan Viejo - Gutao - Ilajas - Libo-o - Licu-an - Lincud - Matangharon - Moroboro - Namatay - Nazuni - Pandan | - Poblacion - Potolan - San Jose - San Matias - Siniba-an - Tabugon - Tambunac - Tanghawan - Tiguib - Tinocuan - Tulatula-an |